# Diprotodon
O diprotodonte (gênero Diprotodon), também conhecido como vombate-gigante, foi um marsupial pré-histórico australiano parente do vombate, só que muito maior. De fato, ele chegava ao tamanho de um rinoceronte e foi o maior marsupial que já viveu.
Este animal habitava as florestas e campos da Austrália durante o período Pleistoceno, era herbívoro e provavelmente vivia próximo aos rios e lagos. Sua aparência lembrava uma mistura de urso com hipopótamo.
A extinção do diprotodonte e do resto da megafauna australiana no fim do pleistoceno ainda é um mistério. Mudanças climáticas, doenças ou caça promovida pelos primeiros humanos são as teorias mais aceitas. Também existe uma teoria que diz que o diprotodonte não se extinguiu afinal, ou se extinguiu há muito pouco tempo, e que ele é o responsável pela lenda do bunyip, um monstro aquático australiano investigado pela criptozoologia.

## Galeria de imagens

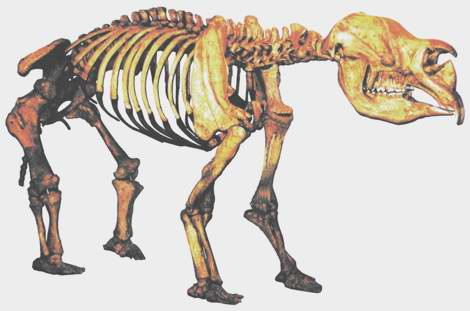
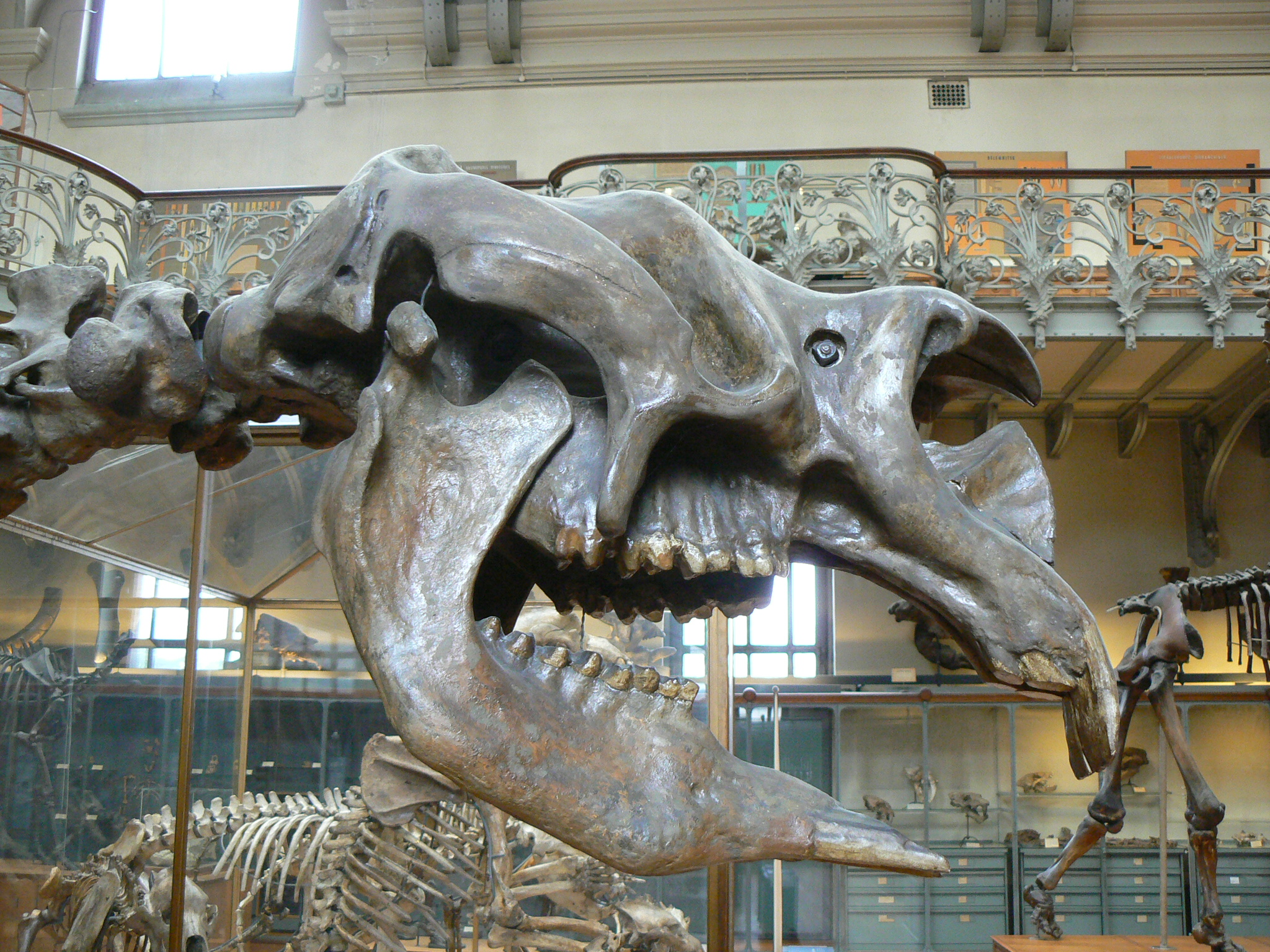
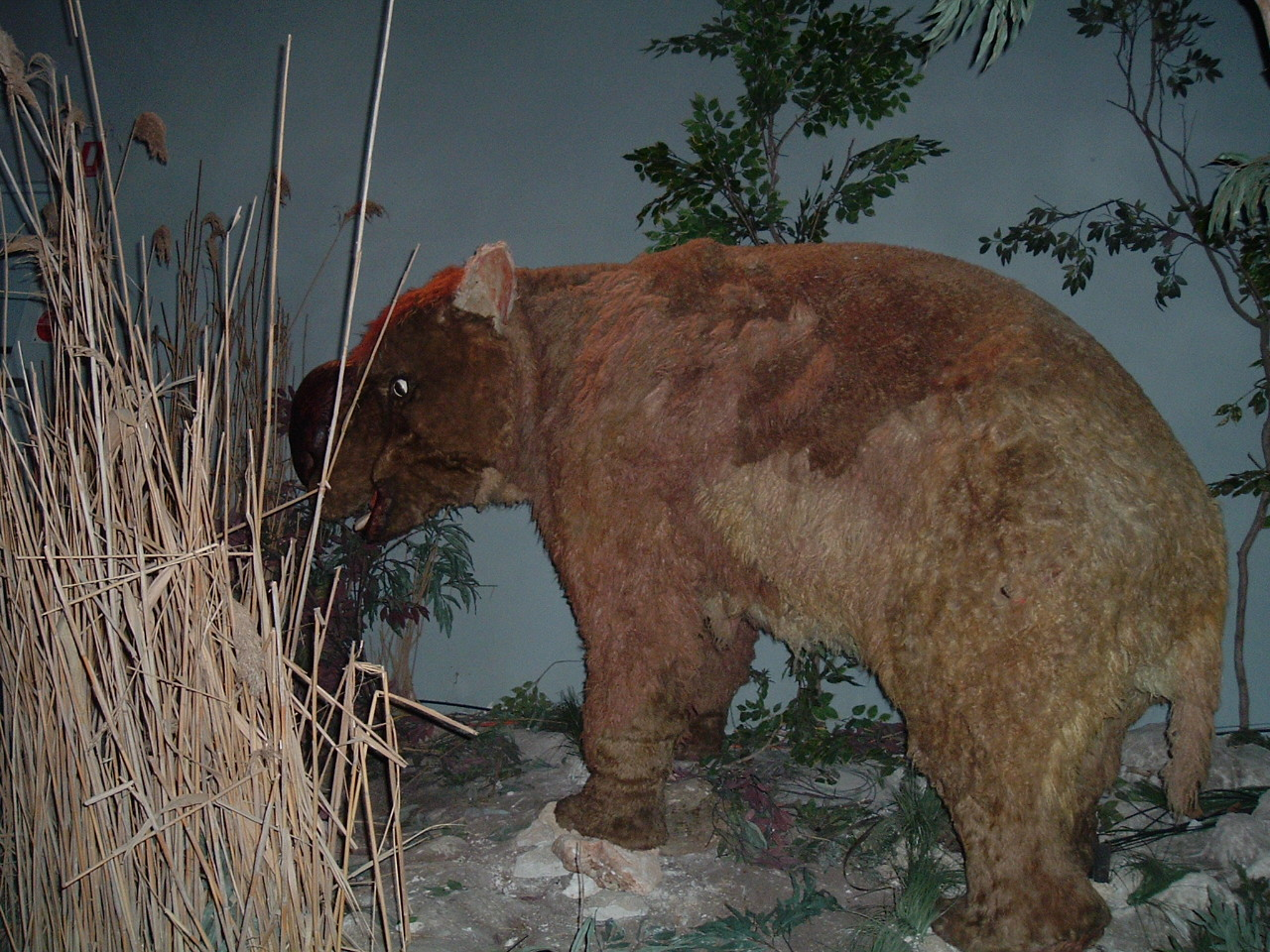